# Caratteristiche tecniche delle Lancia Appia berlina
Al XXXV Salone dell'automobile di Torino che si apre il 22 aprile 1953 viene esposta la capostipite di tutte le Lancia Appia, la berlina, che verrà successivamente definita come "prima serie". Caratterizzata da una carrozzeria che ricalca, in scala ridotta, quella della sorella maggiore Aurelia e da una meccanica piuttosto sofisticata (cilindri a V stretto, due alberi a camme nel basamento, valvole in testa inclinate con sedi riportate, camere di scoppio emisferiche, testa in alluminio) la nuova piccola di Casa Lancia (1090 cm³, 38 cv, 120 km/h), viene presto affiancata dalle versioni cosiddette commerciali (Furgoncino ed Autolettiga nel '54, anche Camioncino dal '55).

## Caratteristiche tecniche delle Lancia Appia berlina

### Berlina prima serie tipo C10-C10S

Vista di tre quarti anteriore della Appia prima serie berlina

Il motore dell'Appia è un 4 cilindri a V stretto (10°14') con misure di alesaggio e corsa dei pistoni (identiche a quelle del modello Fiat) rispettivamente di mm 68,00 e di mm 75,00 per una cilindrata totale di cm³ 1089,51. La testa cilindri è in alluminio (con sedi delle valvole riportate). Le valvole, ovviamente in testa, sono inclinate, disposte a "V" (con angolo di 67°) comandate con puntalini e bilancieri. Gli alberi a camme sono due, laterali (posti nel basamento), azionati da catena (con tenditore idraulico brevettato). Le camere di scoppio sono emisferiche, mentre l'albero motore, molto corto, ruota su due supporti. Con un rapporto di compressione di 7,4:1, il motore sviluppa 38 HP a 4400-4600 giri/minuto e dispone di una coppia massima di kgm 7,2 a 3000 giri/minuto. La lubrificazione è forzata, con pompa ad ingranaggi e valvola regolatrice.
Nell'alimentazione, con pompa meccanica, viene impiegato un carburatore Solex invertito 32/30 BI. Il raffreddamento è ad acqua, a circolazione forzata (con pompa centrifuga coassiale con il ventilatore) e con regolazione termostatica all'uscita acqua dalle teste cilindri e termostato per azionamento persiana (posta davanti al radiatore). La ventola di raffreddamento, a due pale, ha cm 33 di diametro. L'impianto elettrico è a 12 Volt, la batteria è da 38 Ah, la dinamo da 130 W. L'accensione è del tipo più diffuso, a spinterogeno.
La disposizione dei gruppi meccanici è quella classica del periodo, con gruppo motore, frizione e cambio (in blocco) in posizione anteriore e trazione sulle ruote posteriori con trasmissione al retrotreno mediante albero tubolare unico con due giunti elastici in gomma alle estremità. La frizione è monodisco a secco. Il cambio è di tipo normale (albero secondario ed ingranaggi sempre in presa) e dispone di quattro rapporti avanti più la retromarcia, con le tre marce superiori sincronizzate. La quarta marcia è in "presa diretta". Il comando è mediante leva al volante, ma la posizione delle varie marce è diversa rispetto a quella prevista in tutte le altre più note vetture del periodo. L'albero di trasmissione è unico (non sdoppiato).

Vista di tre quarti posteriore della Appia prima serie berlina

La scocca dell'Appia è del tipo "portante" e si distingue per l'assenza del montante centrale tra le due porte di ciascuna fiancata, un sistema , caro alla Lancia, che favorisce l'accessibilità ma che, a parere di alcuni, indebolisce l'insieme riducendone la rigidità.
La sospensione anteriore è del tipo classico Lancia a ruote indipendenti con elementi telescopici a scorrimento verticale, molle ad elica cilindriche ed ammortizzatori idraulici interni. Posteriormente, invece, troviamo un più classico assale rigido, con balestre longitudinali semiellittiche ed ammortizzatori idraulici telescopici.
Anche l'impianto frenante non presenta caratteristiche particolari: il sistema è naturalmente idraulico sulle 4 ruote, dove troviamo tamburi in ghisa (aventi cm 23 di diametro) e ceppi ad espansione. Il freno di stazionamento, azionato tramite tirante posizionato sotto al cruscotto, ha comando meccanico ed agisce sulle ruote posteriori.
Lo sterzo è del tipo a vite senza fine e settore elicoidale e la posizione di guida è a destra (a sinistra solo su richiesta).
Le ruote, in lamiera a disco, sono da 15" e gli pneumatici hanno misura 155 × 15.
Le dimensioni dell'Appia prima serie sono: passo cm 248,00; carreggiata anteriore cm 117,8; carreggiata posteriore cm 118,2; la carrozzeria, a 4 porte, ha una lunghezza di cm 386,5 (che diventano cm 387,7 nelle vetture con la protezione in gomma ai paraurti) ed una larghezza di cm 142,0; la vettura, scarica, è alta cm 142,2; il diametro di sterzata è inferiore ai 10 metri (mt 9,70 dichiarati); il peso in ordine di marcia è di kg 820 (quello massimo ammesso è di kg 1160). Il serbatoio del carburante ha una capacità di 38 litri.
La carrozzeria è quella classica di berlina 4 porte (senza montante centrale), 4 luci, 4 posti; realizzata in parte in alluminio (porte, paraurti, cofano, sportello baule-bagagliaio); pare che i primi esemplari avessero in alluminio anche i parafanghi posteriori; porte munite di vetri discendenti (quelle anteriori montano deflettori para-aria orientabili); lunotto posteriore a vetro curvo. È fornita di doppi sedili anteriori  (a poltroncina) con schienale regolabile (leva anteriore, in basso, per lo scorrimento longitudinale, la cui escursione è di circa cm 10); il sedile posteriore è unico, a panchina.
Il vano motore non è illuminato; lo sbloccaggio cofano è dall'interno della vettura (leva sotto il cruscotto): il cofano si socchiude e richiede un successivo intervento per spostare una levetta di sicurezza, dopodiché un'asta di arresto lo mantiene sollevato (per richiudere serve liberare l'asta di arresto spingendo verso l'alto il cofano e riabbassare chiudendo di colpo).
Lo sportello bagagliaio si sblocca dall'interno della vettura (leva situata sul piano del finestrino posteriore, a destra); l'interno del baule-bagagliaio è illuminato dalle stesse lampade di illuminazione della targa; nel bagagliaio trovano alloggiamento la ruota di scorta (sulla destra, trattenuta da cinghia in gomma), la batteria ed il bocchettone per il rifornimento del serbatoio del carburante.

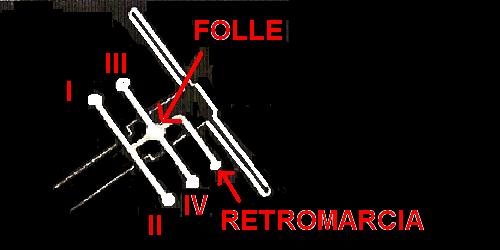
Schema posizione marce nell'Appia prima serie

I comandi al volante prevedono la leva per commutazione luci, la leva comando cambio, i pulsanti per avvisatore elettroacustico (uno al centro del volante e due sulle razze). I comandi a pedale sono i classici per freno, frizione ed acceleratore.

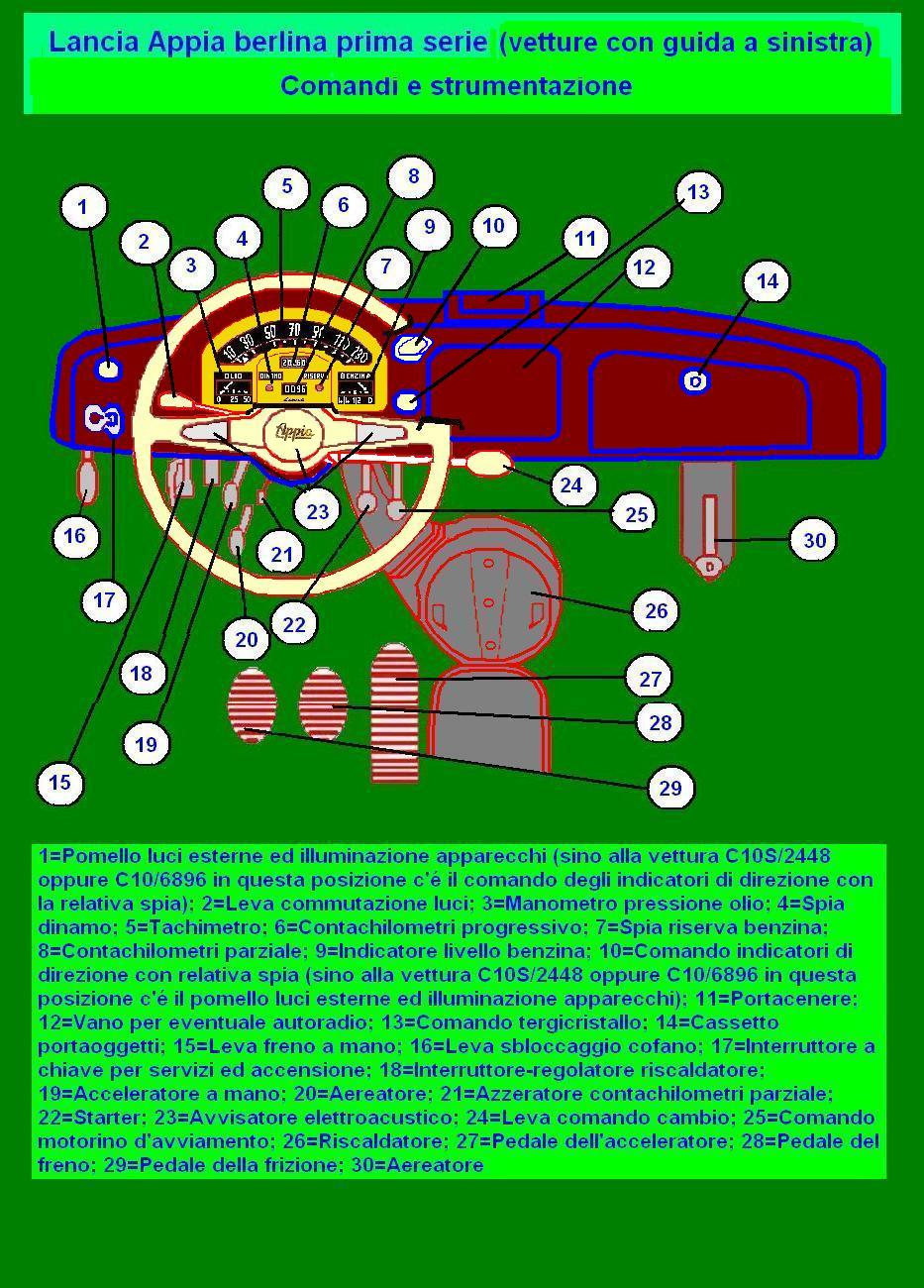
Comandi e strumentazione dell'Appia prima serie

Sotto al cruscotto si trova la leva per lo sbloccaggio cofano motore, la leva freno a mano, l'interruttore-regolatore per riscaldatore, acceleratore a mano, aereatore, azzeratore contachilometri parziale, starter, comando motorino avviamento, aereatore.
I comandi al cruscotto prevedono l'interruttore a chiave per servizi ed accensione, il pomello luci esterne ed illuminazione strumentazione, il comando indicatori di direzione con relativa spia, il pomello comando tergicristallo.
La strumentazione è racchiusa in un quadro dalla singolare forma di ventaglio (ed illuminabile ruotando sulla destra il pomello comando luci di posizione/proiettori) comprendente: il tachimetro (da 10 a 130 km/h, con cifre ogni 20 km/h e con l'indicazione delle velocità da non superare nelle varie marce), il contachilometri progressivo e quello giornaliero azzerabile, l'indicatore della pressione dell'olio, l'indicatore del livello della benzina presente nel serbatoio, la spia per l'insufficiente tensione della dinamo e la spia per la riserva della benzina.
Gli accessori sono: il parabrezza a vetro curvo, con dispositivo per getto di aria calda all'interno per disappannamento o disgelo, funzionante con il riscaldatore; l'illuminazione abitacolo (due plafoniere)  mediante comando su ciascuna plafoniera; il riscaldatore abitacolo, sotto il cruscotto, con sportelli di chiusura (tipo a radiatore d'acqua calda e ventilatore elettrico) con rubinetto di apertura/chiusura della presa d'acqua all'uscita del motore. Il comando del riscaldatore avviene tramite l'azionamento dell'apposito pomello e regolazione velocità del ventilatore sotto il bordo del cruscotto e gli aereatori consistono in due bocche d'aria sul cruscotto, con apertura e chiusura comandabili.
Il tergicristallo è a doppia racchetta (con arresto del tergitore in posizione abbassata); vi sono doppie alette parasole orientabili e rivestite in stoffa; il portacenere è inserito nel cruscotto, in posizione centrale; il vano portaoggetti è piuttosto ampio (anche se ufficialmente definito come vano portaguanti) al cruscotto; l'avvisatore elettroacustico con comando tramite pulsante al centro del volante e sulle razze del volante stesso; gli interni sono in panno (grigio oppure nocciola).
La gamma colori prevede: nero, amaranto, beige, blu scuro, blu pastello, verde scuro, verde pastello, grigio chiaro, grigio medio, grigio scuro.
Le prestazioni dichiarate dalla Lancia per l'Appia sono: velocità massima 120 km/h (30 km/h in prima marcia, 54 km/h in seconda, 84 km/h in terza), pendenza massima superabile, in prima marcia, 32% (17,8% in seconda, 10,4% in terza e 6,4% in quarta), consumo secondo norme CUNA (in quarta marcia, ad una velocità costante pari ai 2/3 di quella massima - quindi a 80 km/h - litri 8 ogni 100 chilometri (12,5 chilometri con un litro). Le pendenze massime superabili con il motore al regime di coppia massima sono: in prima marcia=32%; in II=17,8%; in III= 10,4%; in IV=6,4%; in retromarcia 45%.
Nei suoi tre anni di vita l'Appia prima serie è oggetto di numerosi aggiornamenti tecnici che tuttavia non ne alterano le caratteristiche generali. Il motore subisce interventi alle valvole (modificati i ritegni delle valvole, a partire dal motore C10/9400-C10S/4748 e le sedi di scarico delle valvole, a partire dal motore C10/10838-C10S/7768), alla catena di distribuzione (variata a partire dal motore C10/10501-C10S/6138). Il cambio di velocità, subisce modifiche ai sincronizzatori della seconda velocità a partire dalla vettura C10/9310-C10S/4661, ed ai sincronizzatori della terza velocità a partire dalla vettura C10/11091-C10S/8794.
All'inizio del 1954 viene modificato l'accoppiamento tra vite e settore e variato il rapporto di riduzione della scatola guida (4x51 invece di 4 × 48). Anche molti particolari della carrozzeria vengono variati in corso di produzione: oltre alla applicazione di una striscia protettiva in gomma ai paraurti e a molte altre piccole variazioni di dettaglio, si ha precisa notizia della modifica del marchio sulla calandra anteriore (dal 3 marzo 1954) e del montaggio di una nuova selleria interna (dal 20 giugno 1955). Gli ultimi esemplari (prodotti a partire dal 26 agosto 1955) montano fanalini di posizione anteriori più pronunciati dei precedenti e con plastica trasparente anziché bianco opaco.

L'Appia prima serie (1953-56)

- Periodo di produzione: dall'aprile 1953 al gennaio/febbraio 1956
- Modelli:

tipo C10, berlina 4 porte, 4 posti, con guida a destra
tipo C10S, berlina 4 porte, 4 posti , con guida a sinistra
- Motore: tipo C10 oppure C10S
- Numerazione progressiva telai:

tipo C10: da 1001 a 11257
tipo C10S: da 1001 a 10768
- Numerazione progressiva motori:

tipo C10: tra 1001 a 12500 (include i derivati "commerciali")
tipo C10S: tra 1001 a 12000 (include i derivati "commerciali")
- Unità prodotte:

tipo C10: 10.257
tipo C10S: 9.768
totale 20.025
- Bollo auto

Potenza fiscale in Italia CV 13; bollo auto:
nel 1953/54 lire 13.500
nel 1955/57 lire 20.300
dal 1959 al 1962 lire 20.700
dall'1-1-1963 al 31-12-1980 lire 21.700
- Prezzo in Italia

al debutto, nell'aprile 1953: lire 1.331.500 (prezzo di listino, escluse: IGE, trasporto, collaudo, immatricolazione), rimane praticamente invariato nei tre anni di commercializzazione.
nel febbraio 1956, quando ormai l'uscita della seconda serie è imminente, il prezzo di listino è di lire 1.328.600, mentre gli accessori disponibili sono: a) gomme fianco bianco lire 9.000; b) gomme Michelin “X” lire 14.500; c) apparecchio radio da lire 62.000 a lire 71.500 a seconda del modello.
- Prezzo in Svizzera

nel marzo 1954:  12.850 Franchi Svizzeri
nel marzo 1955:  12.850 Franchi Svizzeri
nel marzo 1956:  ribassata a 9.975 Franchi Svizzeri

### Berlina seconda serie tipo C10-C10S

La berlina Appia seconda serie

Vista di tre quarti posteriore della berlina Appia seconda serie

- Periodo di produzione: dal marzo 1956 al febbraio 1959
- Modelli:

tipo C10, berlina 4 porte, 4 posti, con guida a destra
tipo C10S, berlina 4 porte, 4 posti , con guida a sinistra
- Motore: tipo C10 oppure C10S
- Numerazione progressiva telai:

tipo C10: da 11258 a 14437
tipo C10S: da 10769 a 30013 (secondo alcune fonti l'ultima numerazione sarebbe 30437)
- Numerazione progressiva motori:

tipo C10: tra 12501 a 16000 (include i derivati "commerciali")
tipo C10S: da 12001 in avanti (include i derivati "commerciali")
- Unità prodotte:

tipo C10: 3.180
tipo C10S: 19.245
totale 22.425
- Tassa di circolazione (potenza fiscale in Italia CV 13)

nel 1956/57 lire 20.300
dal 1959 al 1962 lire 20.700
dall'1-1-1963 al 31-12-1980 lire 21.700
- Prezzo in Italia

al debutto, nel marzo 1956: lire 1.328.600 (prezzo di listino, escluse: IGE, trasporto, collaudo, immatricolazione)
nell'aprile 1957, il prezzo aumenta di 20.000 lire (lire 1.348.600)
nel dicembre 1958, il prezzo scende a lire 1.275.000
gli accessori disponibili alla fine del 1957 sono: a) gomme fianco bianco lire 9.300; b) gomme Michelin “X” lire 15.000; c) apparecchio radio lire 70.000.
- Prezzo in Svizzera

nel marzo 1957:   Franchi Svizzeri 11.950
nel marzo 1958:   ribassata a Franchi Svizzeri 10.950
nel marzo 1959:   Franchi Svizzeri 10.950
Le vendite della berlina Appia prima serie non decollano come si sperava per cui, anche per cercare di fronteggiare la concorrenza della Alfa Romeo Giulietta, il professor Fessia (entrato in servizio alla casa torinese nel '55) mette in cantiere la seconda serie Appia, che viene presentata al Salone di Ginevra nel marzo 1956.
La nuova berlina presenta modifiche di non poco conto, tanto all'estetica (nuova coda con pinne arrotondate) che alla meccanica (43,5cv 128 km/h) ma soprattutto ha un grado di finitura molto migliore.
In concomitanza con l'uscita della seconda serie, le versioni commerciali vengono a loro volta aggiornate soprattutto meccanicamente anche se viene abbandonata la produzione della versione "autolettiga" (si costruiscono soltanto furgoncini e camioncini).

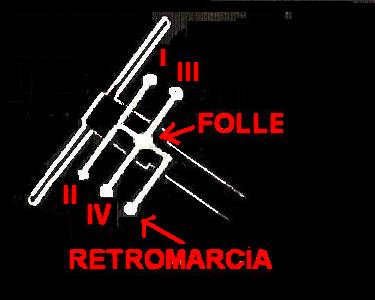
Schema posizione marce nell'Appia seconda serie

Come già la “prima serie”, anche questa “seconda serie” è oggetto, nel triennio di vita (1956/1959) di innumerevoli aggiornamenti: tra i tanti, si segnalano quelli, numerosi, apportati nell'estate del 1957 ad alcuni particolari più visibili: aggiunta del termometro acqua alla strumentazione (strumento di sinistra), di braccioli alle portiere posteriori e di vani portaoggetti ai fianchi pedane, sostituzione dell'unico portacenere centrale con due piccoli circolari ai due lati della plancia (al posto del precedente portacenere c'è un coperchio con la scritta “Lancia” che copre il vano per l'eventuale autoradio). Altre modifiche: miglioramenti all'impianto di aerazione e riscaldamento dell'abitacolo, aggiunta di un giunto elastico alla scatola dello sterzo e di guarnizioni in gomma allo snodo della leva del cambio, onde evitare colamenti di grasso. Vengono anche adottati cerchi ruota con tallone senza risvolto e viene modificata la pompa dell'acqua. Esteriormente, la sola modifica riguarda la eliminazione della luce rossa sotto la scritta “Appia” sopra la targa posteriore, sostituita da un pannello cromato di identica forma e con la scritta “Appia” in ottone.
Alla fine del 1958 la Lancia introduce la possibilità di applicare la frizione automatica Saxomat ai modelli Flaminia ed Appia: è però da escludere che siano state vendute Appia seconda serie equipaggiate con questo automatismo, poiché il montaggio è previsto per l'aprile 1959, quando sul mercato è già stata immessa la “terza serie”.
La berlina seconda serie viene anche allestita, sia pure in quantità estremamente limitata, nella versione per l'esportazione negli Stati Uniti, riconoscibile per una fanaleria lievemente modificata e per il montaggio di paraurti più robusti e con rostri di foggia diversa.
Malgrado le vendite di questa seconda serie non mostrino alcun sintomo di rallentamento, al Salone di Ginevra del marzo 1959 – a tre anni esatti dalla nascita – la seconda serie lascia il posto alla nuova terza serie, una berlina la cui linea farà discutere.

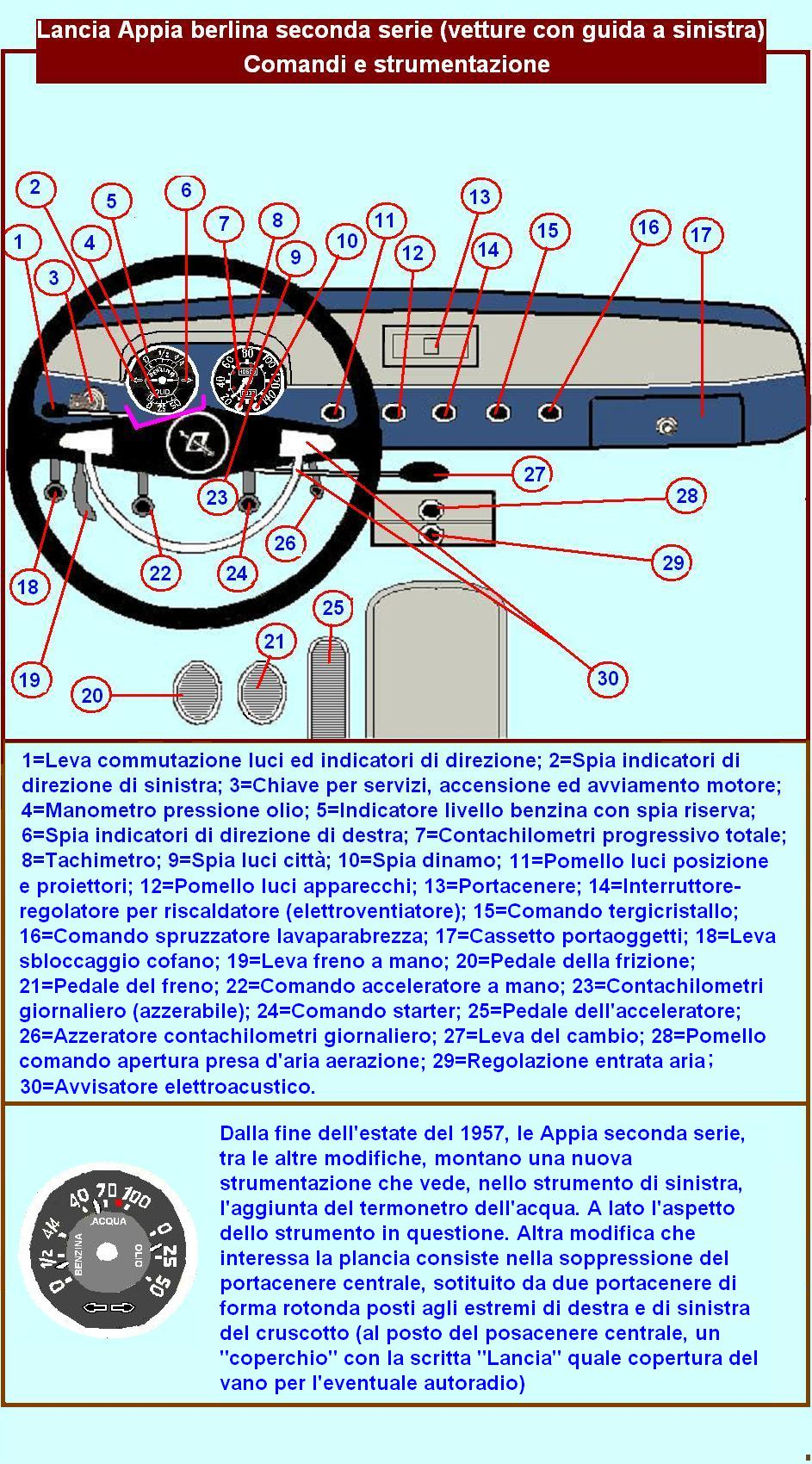
Comandi e strumentazione dell'Appia seconda serie

Queste, in dettaglio, le differenze che contraddistinguono - alla nascita (marzo 1956)- la seconda serie Appia dagli ultimi esemplari della serie precedente:
1. nuova fusione testata motore;
2. modifiche alla distribuzione (diversa disposizione cinematismo, steli valvole tutti di uguali dimensioni, molle valvole diverse);
3. nuovi valori per messa in fase distribuzione;
4. nuovi cuscinetti di biella a guscio sottile;
5. nuovi pistoni con tre anelli, di cui due di tenuta ed un raschiaolio (anziché con cinque anelli di cui tre di tenuta e due raschiaolio);
6. rapporto di compressione ridotto da 7,4:1 a 7,2:1;
7. potenza massima 43,5 cv a 4800 giri/minuto (anziché 38 cv a 4400-4600 giri/minuto);
8. coppia motrice massima kgm 7,8 a 2500-3000 giri/minuto (anziché 7,2 a 3.000 giri/minuto);
9. capacità (olio) circuito lubrificazione motore: aumentata a litri 3,8 (anziché 3,5);
10. capacità (acqua) circuito raffreddamento: aumentata a litri 6 (anziché 5,5);
11. nuove candele (ora posizionate verticalmente anziché lievemente inclinate) tipo AC 45 XL oppure Champion N5  (anziché Marelli CW 150B in inverno/Marelli CW200B in estate oppure Champion N8B in inverno/Champion N8A in estate);
12. nuovo carburatore Solex invertito C32 P BIC munito di pompetta di ripresa (anziché Solex invertito 32/30 BI) con nuovi dati regolazione;
13. batteria da 40 Ah (anziché 38);
14. dinamo Marelli DN 44 B (anziché DN 28 A) da 250 Watt (anziché da 130 Watt);
15. regolatore Marelli IR 32 A (anziché IR 19 A oppure Bosch RS/UD 130/12/5);
16. motorino d'avviamento elettrico Marelli MT 40 A (anziché MT 35 A);
17. comando del motorino d'avviamento elettrico (anziché del tipo “a cavo”);
18. piccole variazioni nella potenza (Watt) di alcune lampade della fanaleria;
19. frizione rinforzata (il carico sui dischi passa da kg 176 a kg 236);
20. nuove fusioni esterne del cambio;
21. nuovi rapporti del cambio (in I=4,098 anziché 3,912; in II=2,382 anziché 2,175; in III=1,526 anziché 1,417; in IV=1:1 invariato; in retromarcia 5,854 anziché 5,589);
22. modifica posizione inserimento marce (resa conforme a quella utilizzata da tutte le principali case europee);
23. maggiorata la capacità (olio) della scatola del cambio: litri 1,45 (anziché 1,30);
24. rapporto finale di riduzione “allungato”, da 4,556:1 (9/41) a 4,222:1 (9/38);
25. maggiorata la capacità (olio) contenuta nel gruppo differenziale: litri 1,65 (anziché 1,50);
26. sterzo con guida a sinistra ed a destra su richiesta (nella prima serie era il contrario: guida normale a destra ed a sinistra su richiesta);
27. migliorie alla tiranteria dello sterzo;
28. tamburi dei freni anteriori alettati in lega d'alluminio con anello (fascia interna) riportato in ghisa (anziché interamente in ghisa);
29. diametro di sterzata metri 10,50 (anziché 9,70);
30. ruote con cerchio 4,1/2 J × 15 a base allargata (anziché 4,1/2 J × 15 semplici);
31. nuovi valori delle pressioni di gonfiaggio degli pneumatici;
32. nuova “coda” vettura, caratterizzata da due pinne arrotondate;
33. baule-bagagliaio ampliato, con interno foderato;
34. incrementata la capienza del vano bagagli (che ha la serratura sul pulsante d'apertura);
35. riposizionamento ruota di scorta nel bagagliaio: sempre verticale, è ora a sinistra ed è fissata con vite a galletto (nella prima serie, era a destra e fissata con una cinghia);
36. ampliato il lunotto;
37. rinnovata tutta la fanaleria (le luci di posizione assumono forma rettangolare);
38. nuovo copritarga posteriore avente una luce rossa centrale recante la scritta “Appia”;
39. montati nuovi paraurti in acciaio inossidabile, muniti di rostri;
40. adozione del sedile anteriore a panchina unica in luogo delle due pltroncine;
41. adottati nuovi cerchi e nuove coppe ruote in acciaio inossidabile;
42. aggiunti profili lucidi agli sgocciolatoi, alle cornici del parabrezza e del lunotto ed alla base della fiancata;
43. montate nuove maniglie esterne alle portiere, in ottone cromato;
44. serbatoio del carburante spostato sulla fiancata destra, avente il bocchettone protetto da un piccolo sportello con serratura (nella “prima serie” l'accesso al bocchettone avveniva aprendo il bagagliaio);
45. cruscotto avente la parte superiore foderata in vinilpelle grigia (con utili effetti antiriflesso),
46. nuova strumentazione (ora a due strumenti circolari affiancati) molto più elegante;
47. nuovo volante in plastica nera munito di avvisatore acustico a settore semicircolare inferiore;
48. pomelleria cruscotto di color nero (anziché avorio);
49. nuovo comando avviamento motore, ora tramite la stessa chiave quadro;
50. nuovo comando azionamento indicatori di direzione, tramite la levetta a sinistra del volante (che comanda comunque anche le luci);
51. illuminazione interna automatica all'apertura della portiera del guidatore (anziché mediante comando su ciascuna plafoniera);
52. aggiunta spruzzatore lavaparabrezza;
53. modifica dello specchietto retrovisore interno, che ora ha due posizioni (normale ed antiabbagliante);
54. montaggio di un portacenere sul retro dello schienale del sedile anteriore, a beneficio dei passeggeri del sedile posteriore;
55. passo cm 251 (anziché 248);
56. lunghezza vettura cm 401 (anziché 387,7)
57. larghezza vettura cm 148,5 (anziché 142);
58. altezza vettura (vettura scarica) cm 140,5 (anziché 142,2);
59. la distanza minima da terra scende da cm 16 a cm 14 (secondo alcune fonti scende a cm 12);
60. variata la gamma colori disponibile;
61. peso vettura in ordine di marcia kg 900 (anziché 820);
62. peso vettura massimo ammesso kg 1250 (anziché 1160);
63. velocità massima (in IV marcia) km/h 128 (anziché 120);
64. velocità massime nelle varie marce: in I=km/h 31 (anziché 30); in II ed in II marcia rispettivamente km/h 54 e km/h 84 (invariati); in retromarcia=km/h 22 (anziché 21);
65. pendenze massime superabili: in I=33% (anziché 32%), in II=18,5% (anziché 17,8%); in III=11% (anziché 10,4%); in IV=6,7% (anziché 6,4%); in Retromarcia 45% (invariato);

Altre caratteristiche
Carrozzeria
Berlina 4 porte (senza montante centrale), 4 luci, 4/5 posti; portiere anteriori incernierate all'avanti, portiere posteriori incernierate nella parte posteriore; carrozzeria realizzata in parte in lamiera d'acciaio (spessore variabile da un minimo di 8/10 di millimetro ad un massimo di 15/10 di millimetro) ed in parte in lamiera d'alluminio (porte e cofano, da 15/10 di millimetro di spessore); nuova “coda” vettura, caratterizzata da due pinne arrotondate; baule-bagagliaio ampliato; porte munite di vetri discendenti (quelle anteriori montano deflettori para-aria orientabili); chiusura automatica delle porte per apertura inferiore a 30° (per angoli superiori, un dispositivo mantiene aperte le porte);  lunotto posteriore a vetro curvo di dimensioni maggiori rispetto a quello della “prima serie”; rinnovata tutta la fanaleria (le luci di posizione assumono orma rettangolare) ; nuovo copritarga posteriore avente una luce rossa centrale recante la scritta “Appia” (dalla fine dell'estate del 1957 eliminata la luce rossa sotto la scritta “Appia”, sostituita da un pannello cromato di identica forma e con la scritta “Appia” in ottone) ;  montati nuovi paraurti in acciaio inossidabile, muniti di rostri; montate nuove maniglie esterne alle portiere, in ottone cromato; aggiunti profili lucidi agli sgocciolatoi, alle cornici del parabrezza e del lunotto ed alla base della fiancata; aggiunta, nella coda della fiancata destra, di un piccolo sportello con serratura per accesso al bocchettone del serbatoio della benzina; adottati nuovi cerchi e nuove coppe ruote in acciaio inossidabile ; montato nuovo volante in plastica nera munito di avvisatore acustico a settore semicircolare inferiore; pomelleria di colore nero; cruscotto avente la parte superiore foderata in vinilpelle (con utili effetti antiriflesso); dalla fine dell'estate del 1957, aggiunti due vani portaoggetti ai fianchi pedane 
sedili sedile anteriore a panchina unica scorrevole longitudinalmente su rulli in gomma (circa cm 11 di escursione) con schienale regolabile; sedile posteriore unico, a panchina; dalla fine dell'estate del 1957, aggiunti i braccioli all'interno delle portiere posteriori.
vano motore non illuminato; sbloccaggio cofano dall'interno della vettura (leva sotto il cruscotto): il cofano si socchiude e richiede un successivo intervento per spostare una levetta di sicurezza, dopodiché un'asta di arresto lo mantiene sollevato (per richiudere: liberare l'asta di arresto spingendo verso l'alto il cofano e riabbassare chiudendo di colpo).
bagagliaio baule bagagliaio ampliato, con interno foderato: incrementata la capienza del vano bagagli (che ha la serratura sul pulsante d'apertura); l'interno del baule-bagagliaio è illuminato dalle stesse lampade di illuminazione della targa; nel bagagliaio trovano alloggiamento la ruota di scorta (sempre verticale, è ora a sinistra ed è fissata con vite a galletto) e la batteria.
comandi al volante leva per azionamento indicatori di direzione e per commutazione luci, leva comando cambio, avvisatore elettroacustico (tramite settore semicircolare inferiore).
comandi a pedale freno, frizione ed acceleratore.
comandi sotto al cruscottoleva per sbloccaggio cofano motore, leva freno a mano, acceleratore a mano, starter, azzeratore contachilometri parziale, comando presa d'aria aerazione, regolazione entrata aria nell'abitacolo
comandi al cruscottointerruttore a chiave per servizi, accensione e messa in moto, luci posizione e proiettori, illuminazione strumentazione, interruttore/regolatore per riscaldatore, comando tergicristallo, comando spruzzatore lavaparabrezza.
 strumentazione  nuova strumentazione a due strumenti circolari affiancati molto più elegante di quella montata sulla ”prima serie” (che era racchiusa in un quadro dalla singolare forma di ventaglio); lo strumento di destra comprende: il tachimetro (da 20 a 140 km/orari - più una “tacca” corrispondente ai 150 km orari - con cifre ogni 20 km/h e con l'indicazione delle velocità da non superare nelle varie marce), il contachilometri progressivo e quello giornaliero azzerabile, la spia che segnala l'accensione delle luci di città e la spia per l'insufficiente tensione della dinamo; lo strumento di sinistra comprende invece: l'indicatore del livello della benzina presente nel serbatoio con la spia per la riserva, il manometro della pressione dell'olio e le due spie che segnalano l'inserimento degli indicatori di direzione destro e sinistro; da notare che a partire dalla fine dell'estate del 1957, in questo strumento viene aggiunto il manometro che indica la temperatura raggiunta dall'acqua del motore .
accessori parabrezza a vetro curvo, con dispositivo per getto di aria calda all'interno per disappannamento o disgelo, funzionante con il riscaldatore; spruzzatore lavaparabrezza FISPA con pompa meccanica; l'illuminazione dell'abitacolo avviene tramite una plafoniera con interruttore a tre posizioni: esso consente la accensione manuale oppure automatica all'apertura della porta del guidatore; l'impianto di riscaldamento ed aerazione abitacolo si compone del condizionatore , con radiatore ad acqua, che è posto nel vano motore (di modo che il motorino del ventilatore non disturbi nell'abitacolo) e che alimenta sia l'abitacolo che lo sbrinatore del parabrezza, mentre sotto al cruscotto è posto il pomello per la regolazione della posizione della saracinesca: è possibile introdurre aria calda oppure fredda a seconda che si apra o si chiuda il rubinetto di alimentazione dell'acqua al riscaldatore; tergicristallo a doppia racchetta (con arresto del tergitore in posizione abbassata); specchietto retrovisore interno prismatico, a due posizioni (normale ed antiabbagliante); portacenere (centrale) sul cruscotto (dalla fine dell'estate del 1957, i portacenere diventano due, posizionati alle estremità destra e sinistra del cruscotto); portacenere sul retro dello schienale del sedile anteriore, a beneficio dei passeggeri del sedile posteriore; doppie alette parasole orientabili e rivestite in stoffa; vano portaoggetti piuttosto ampio (anche se ufficialmente definito come vano portaguanti) al cruscotto; avvisatore elettroacustico con comando tramite settore semicircolare inferiore applicato al volante; interni in panno (grigio oppure nocciola).
 gamma colori: nero, blu scuro, blu medio, blu pastello, verde chiaro, grigio “camping”, grigio chiarissimo, grigio chiaro, grigio scuro.

### Berlina terza serie tipo 808.07-808.08

L'Appia terza serie berlina vista anteriormente

Lancia Appia terza serie

L'esemplare numero 100.000

- Periodo di produzione: dal marzo 1959 al 27 aprile 1963
- Modelli:

tipo 808.07, berlina 4 porte, 4/5 posti, con guida a sinistra
tipo 808.08, berlina 4 porte, 4/5 posti , con guida a destra
- Motore: 808.07
- Numerazione progressiva telai:

tipo 808.07 oppure 808.08: da 50.001 a 105.577
- Numerazione progressiva motori:

tipo 808.07 (anche per vetture con guida a destra): da 1001 in avanti
- Unità prodotte:

in totale 55.550 (55.577 secondo alcune fonti) di cui pochissime con guida a destra
- Tassa di circolazione (potenza fiscale in Italia CV 13)

dal 1959 al 1962 lire 20.700
dall'1-1-1963 al 31-12-1980 lire 21.700
- Prezzo in Italia

al debutto, nel marzo 1959: lire 1.275.000 (prezzo di listino, escluse: IGE, trasporto, collaudo, immatricolazione)
nel dicembre 1960, il prezzo scende di 60.000 lire (lire 1.215.000)
gli accessori disponibili nel 1961 sono: a) gomme fianco bianco lire 9.000; b) gomme Michelin “X” lire 11.000; c) apparecchio radio a partire da lire 46.000 (questo il prezzo dell'autoradio Voxson Vanguard integrato nello specchietto retrovisore) e sino a lire 75.000 secondo il modello; interni in pelle lire 120.000; sedili anteriori reclinabili lire 25.000.
- Prezzo in Svizzera

nel marzo 1960: franchi svizzeri 11.950
nel marzo 1961: ribassata a franchi svizzeri 9.950; il prezzo rimane invariato sino al 1963
Benché le vendite della seconda serie non mostrino sintomi di cedimento, quindi un po' inaspettatamente, la Lancia espone al Salone dell'Automobile di Ginevra del marzo 1959 la terza serie dell'Appia.
La differenza più appariscente sta nella linea della carrozzeria che, alternando parti arrotondate ad altre più tese e squadrate, risulta forse più moderna della serie precedente ma sicuramente è disarmonica. La differenza più appariscente è nel frontale dove la maschera a scudetto viene abbandonata per cedere il posto ad una presa d'aria a sviluppo orizzontale di forma trapezoidale. All'interno viene aumentato lo spazio utile per i passeggeri ed abbassato di 2 centimetri il sedile anteriore. Anche la meccanica subisce interventi: la potenza del motore, grazie anche all'aumento del valore del rapporto di compressione (da 7,2:1 a 7,8:1)  sale a 48 cv, mentre la testa, la distribuzione, l'alimentazione ed il sistema di raffreddamento vengono lievemente modificati. Il ponte posteriore ha un nuovo rapporto di 4,182:1 (11/46). Le ruote hanno un diametro inferiore e gli pneumatici hanno nuove misure (155 × 14 in luogo dei 155 × 15 precedenti). L'impianto frenante appare migliorato grazie ai nuovi tamburi anteriori doppio-avvolgenti. Modesto l'incremento delle prestazioni, con la velocità massima che passa da 128 a 132 km orari.

Rinnovata la gamma colori, che comprende anche tre vernici metallizzate (verde medio, celeste e grigio chiaro): altri colori si sono aggiunti successivamente e tra questi va segnalato un originale ma vistoso "oro Longchamps".

A meno di un anno dall'uscita, agli inizi degli anni '60, la terza serie è oggetto delle prime variazioni di rilievo: l'adozione del circuito frenante sdoppiato tipo “Duplex” (esattamente dalla vettura n° 58778), una modifica ai mozzi delle ruote (le cui guarnizioni difettavano di tenuta provocando perdite d'olio) e la aggiunta dei ripetitori laterali indicatori di direzione (di forma rettangolare) in ossequio alle nuove norme del Codice della Strada.

Sul finire del 1960, dalla lista degli optionals sparisce la frizione automatica Saxomat – che, probabilmente mai montata sull'Appia, neppure sulla grossa Flaminia ha avuto la diffusione ipotizzata data anche l'avversione dei guidatori italiani per gli automatismi – ma, per contro, si può avere il sedile anteriore con schienale ribaltabile. Dall'ottobre del 1961 si rileva il montaggio di un nuovo tipo di candele, le Marelli CW 225 L.

Nel 1961 la domanda di Appia inizia ad affievolirsi, nel 1962 la discesa si accentua: gli anni cominciano a pesare, la concorrenza è agguerrita ed ormai - grazie al Mercato Comune Europeo – non è più limitata alle “solite” Fiat ed Alfa Romeo ma proviene anche dalle marche estere, francesi e tedesche soprattutto. L'erede è comunque alle porte: nel mese di aprile del 1963 esce infatti la “Fulvia”, una “tutto-avanti” destinata a far strada, specie nella quasi mitica versione “Coupé”.

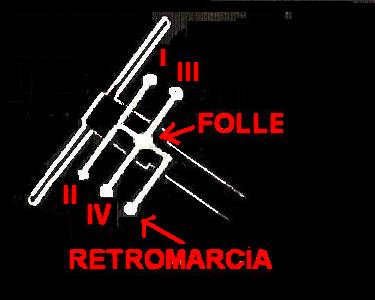
Schema posizioni marce nell'Appia terza serie

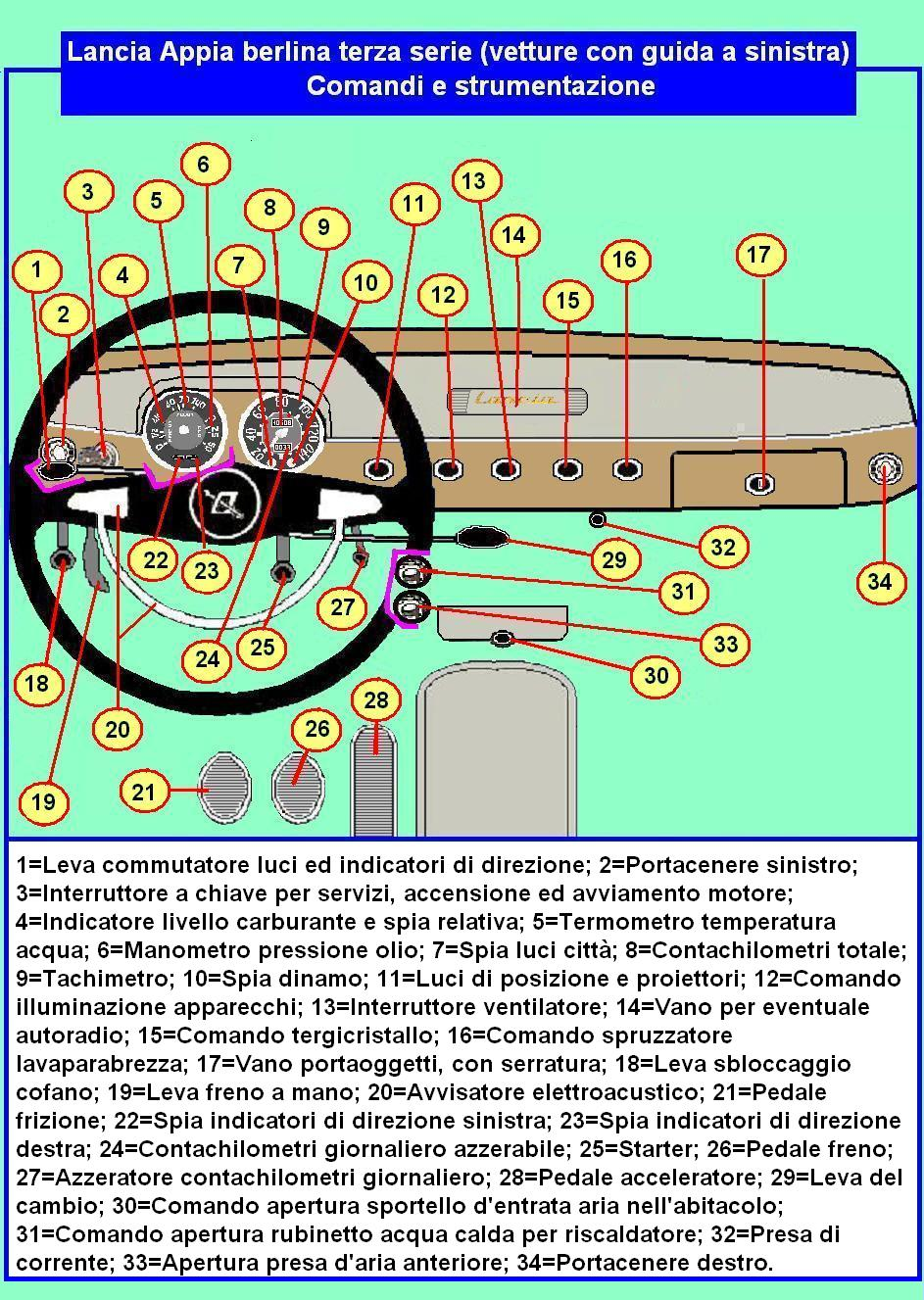
Comandi e strumentazione dell'Appia terza serie berlina

Queste, in dettaglio, le differenze che contraddistinguono - al momento della nascita (marzo 1959)- la terza serie Appia dagli ultimi esemplari della serie precedente:
1. modifiche alla testata motore;
2. qualche modifica alla distribuzione, con nuovi dati per messa in fase;
3. aumento del rapporto di compressione (da 7.2:1 a 7,8:1);
4. aumento della potenza (da 43,5 cv a 4800 giri/minuto a 48 cv a 4900 giri/minuto);
5. aumento del massimo regime di rotazione possibile del motore (da 4800 a 5200 giri/minuto);
6. aumento della coppia (da 7,8 kgm a 8,7 kgm a circa 3000 giri/minuto);
7. qualche lieve modifica all'impianmto di raffreddamento;
8. accensione: bobina Marelli BE 200 L (anziché B 17 L) ;
9. accensione: distributore d'accensione Marelli S 69 L (anziché S 69 D) ;
10. accensione: l'anticipo automatico, sempre con inizio a 1250 giri,  è a 24° (anziché a 28°);
11. qualche lieve modifica all'impianto di alimentazione ;
12. batteria da 42 Ah (anziché 40 Ah) ;
13. lievissima differenza nella quantità di olio contenuto nella scatola del cambio (da litri 1,45 a litri 1,50) ;
14. lievissima differenza nella quantità di olio contenuto nella scatola del gruppo differenziale (da litri 1,65 a litri 1,66) ;
15. ponte posteriore con un nuovo rapporto di 4,182:1 (11/46) in luogo del precedente 4,222:1 (9/38) ;
16. portiere totalmente realizzate in lamiera (nella serie precedente era in acciaio il solo scheletro, il resto era realizzato in alluminio) ;
17. impianto frenante migliorato grazie ai nuovi tamburi anteriori doppio-avvolgenti;
18. piccolo incremento del diametro di sterzata (da metri 10,50 a metri 10,60);
19. ruote con un diametro inferiore (cerchi da 14” anziché 15”) ;
20. gli pneumatici hanno nuove misure (155 × 14 in luogo dei 155 × 15 precedenti) ;
21. diminuzione altezza minima da terra (da cm 14 a cm 12) dovuta al montaggio di ruote più piccole ;
22. lieve variazione carreggiata anteriore (cm 118,0 anziché 117,8);
23. lieve aumento lunghezza vettura (cm 402,2 anziché 401,0);
24. leggera diminuzione larghezza vettura (cm 148,0 anziché 148,5);
25. aumento altezza a vettura scarica (cm 145,5 anziché 140,5) ;
26. aumento peso in ordine di marcia e con una ruota di scorta (kg 960 anziché kg 900) ;
27. aumento peso massimo ammesso (kg 1360 anziché kg 1250) ;
28. aumento velocità massima in quarta velocità (km/h 132 anziché km/h 128) ;
29. incremento velocità massime nelle varie marce: in I=km/h 33 (anziché 31), in II=km/h 56 (anziché 54), in III=km/h 89 (anziché 84); in retromarcia km/h 23 (anziché 22) ;
30. piccole variazioni nei valori delle pendenze massime superabili: in I=32% (anziché 33%), in II=18% (anziché 18,5%), in III=10% (anziché 11%), in IV=6% (anziché 6,7%); in retromarcia=47% (anziché 45%, unico rapporto in cui la pendenza viene incrementata) ;
31. lieve aumento del consumo CUNA (da 8,0 a 8,1 litri ogni 100 chilometri);
32. abbandonata la maschera a scudetto per una presa d'aria a sviluppo orizzontale di forma trapezoidale;
33. abbassamento del profilo del cofano motore;
34. modifica dei parafanghi posteriori (ora con rilievo più accentuato) ;
35. rinnovata forma dei paraurti  (a lama squadrata) ;
36. nuovi gruppi ottici (di dimensioni lievemente più generose e, posteriormente, di forma più squadrata) ;
37. variazioni alla zona della targa posteriore: la luce per l'illuminazione della targa è spostata sul paraurtiil e, di conseguenza, un nuovo profilo - con la ascritta Appia in corsivo -  sovrasta la targa stessa;
38. nuova gamma colori, comprendente ora anche tre tinte metallizzate;
39. aumentato lo spazio utile per i passeggeri (grazie ad una sistemazione “incassata” dei rivestimenti delle portiere;
40. abbassamento del sedile anteriore di 2 centimetri;
41. potenziamento dell'impianto di riscaldamento;
42. montaggio del cosiddetto “specchietto di cortesia” sul retro della aletta parasole del passeggero;
43. nuova imbottitura delle alette parasole;
44. eliminato, tra i comandi, quello per l'acceleratore a mano;
45. aggiunta al cruscotto una presa di corrente;
46. diverso disegno del coperchio (esistente al centro del cruscotto) occultante il vano per l'inserimento dell'eventuale autoradio;
47. frizione automatica Saxomat ottenibile a richiesta (90.000 lire di sovrapprezzo) ;
48. nuovo ed originale apparecchio radio a transistor (Voxson tipo “Vanguard”) sprovvisto della solita antenna ed incorporato nello specchietto retrovisore, ottenibile a richiesta.

| Caratteristiche tecniche Lancia Appia terza serie berlina - mod. 808.07 e 808.08 | |
| Motore                                                                           | tipo "808.07" (sia nelle vetture con guida a sinistra sia in quelle con guida a destra) ; anteriore, longitudinale, monoblocco; basamento motore e coppa in duralluminio fortemente alettati; canne cilindri, riportate, in ghisa speciale; pistoni in lega d'alluminio con 3 segmenti (1 raschiaolio e 2 di tenuta); testa cilindri in duralluminio con sedi valvole riportate; camere di scoppio emisferiche; albero motore (molto corto, contrappesato e bilanciato staticamente e dinamicamente) ruotante su 2 supporti; bielle in acciaio speciale con boccole per perno stantuffo sostituibili; cuscinetti di banco in acciaio con antifrizione in metalrosa; cuscinetti di biella a guscio sottile; peso del motore a secco (senza acqua e senza olio) kg 99 ; il peso completo del gruppo motore-frizione-cambio, a secco, è di circa kg 130. |
| Numero e posizione cilindri                                                      | 4 cilindri a V (10° 14'). |
| Cilindrata                                                                       | cmc 1089,51 (alesaggio mm 68,00 - corsa mm 75,00). |
| Distribuzione                                                                    | due albera a camme laterali (uno per l'aspirazione, l'altro per lo scarico) nel basamento mossi da una catena con tenditore idraulico brevettato (la catena è mantenuta in tensione da un pignone il cui supporto, scorrevole, è caricato dalla pressione esistente nei condotti di lubrificazione del motore); valvole in testa (due per cilindro), a “V”, inclinate di 67° tra di loro, azionate da puntalini e bilancieri; messa in fase della distribuzione: a) aspirazione: inizio apertura 15° prima del P.M.S. (Punto Morto Superiore), fine chiusura 52° dopo il P.M.I. (Punto Morto Inferiore): b) scarico: inizio apertura: 52° prima del P.M.I., fine chiusura: 15° dopo il P.M.S. |
| Rapporto di compressione                                                         | 7,80:1 |
| Potenza max                                                                      | 48 cv a 4.900 giri/minuto; il regima massimo possibile è di 5200 giri al minuto |
| Coppia massima                                                                   | 8,7 kgm a circa 3000 giri /minuto. |
| Lubrificazione                                                                   | forzata, con pompa ad ingranaggi fissata al lato destro del basamento (con presa annegata nella coppa) e comandata dall'albero motore da una coppia elicoidale; valvola regolatrice della pressione, posta sul lato destro del basamento; filtro Carello tipo FRAM (filtro FHM 804-LAN1, a “filtraggio totale”, con cartuccia filtrante FRAM CH 992 OL) sul lato destro del motore e filtro a rete nella succheruola; gradazioni SAE (tutte le stagioni): 10-20-30 multigrado; pressione d'esercizio kg/cm² 2,5; il manometro sul quadro apparecchi deve sorpassare l'indicazione “25” con vettura a 100 km/h in quarta velocità; capacità circuito olio motore (inclusi filtri e tubazioni) lt 3,8. |
| Raffreddamento                                                                   | ad acqua, a circolazione forzata con pompa centrifuga (coassiale con il ventilatore), radiatore a tubetti verticali e lamelle, ventilatore ausiliario (a 2 pale) fuso in lega leggera, comandato da una cinghia trapezoidale (registrabile facendo ruotare la dinamo); l'impianto è regolato da due termostati, uno all'uscita acqua dalla testa motore e l'altro che comanda la persiana regolatrice, posta davanti al radiatore, che si apre quando la temperatura dell'acqua sorpassa un determinato valore); capacità circuito (radiatore e motore) litri 6,0. |
| Accensione                                                                       | a spinterogeno; bobina Marelli BE 200 L; distributore d'accensione Marelli (inizialmente S 69 D e successivamente S 69 L) con anticipo fisso 8°, anticipo automatico 24° (con inizio a 1250 giri/minuto); ordine d'accensione: 1-3-4-2; candele (posizionate verticalmente), tipo AC 45 XL oppure Champion N5 da mm 14 × 1,25; apertura punta candele mm 0,5-0,6; apertura contatti distributore mm 0,42-0,48; dall'ottobre del 1961 ven gono montate le candele Marelli CW 225 L, sempre da mm 14 × 1,25. |
| Alimentazione                                                                    | carburatore verticale invertito Solex C32 P BIC munito di pompetta di ripresa e di dispositivo d'avviamento (starter) comandato con leva sotto il cruscotto ; pompa meccanica situata sul lato destro del motore ed azionata da un eccentrico comandato da un albero a camme (quello che comanda le valvole di aspirazione); filtri combustibile: nel serbatoio, nella pompa di mandata, nell'entrata del carburatore. Dati di regolazione del carburatore: diametro del condotto mm 32, diffusore mm 23,5, getto principale mm 1,20 , getto emulsionatore mm 1,80, getto del minimo 0,45, getto dispositivo d'avviamento mm 1,30. |
| Impianto elettrico                                                               | a 12 Volt - batteria da 42 Ah (sistemata nel bagagliaio ed accessibile sollevando il tappeto di gomma); dimensioni della batteria: cm 23 × 17 × 20,5 - dinamo da 250 Watt (Marelli DN44B) regolatore Marelli IR 32 A; motorino di avviamento elettrico Marelli MT 40 A (12 V-0,7 CV), posto sul lato sinistro del motore ed ingranante con la corona esterna del volano; proiettori (sino all'inizio del 1960): a) lampade luci anteriori di posizione e direzione 12V-3/20W; b) lampade luci abbaglianti ed anabbaglianti 12V-45/40W; c) luci posteriori di posizione e segnalatore di arresto 12V-3/20W; d) luci posteriori di direzione: 12V-20W; e) illuminazione targa: lampade 12 V-5W; f) illuminazione quadro apparecchi, spia riserva carburante e spie indicatori di direzione: lampade 12V-2,5 W; g) illuminazione interna vettura: lampade 12V-5W; h) illuminazione interno baule-bagagliaio: con le stesse luci di illuminazione targa; da notare che dal 1960, in ossequio alle nuove norme del Codice della Strada Italiano, vengono modificate le lampade montate anteriormente (luci di posizione con segnalatori di direzione) e posteriormente (luci con segnalatori di arresto) mentre vengono aggiunte le luci (ripetitori) laterali: questi dunque i nuovi dati: a) luci di posizione anteriori 12V-5/20W; b) lampade luci abbaglianti ed anabbaglianti 12V-45/40W; c) luci posteriori di posizione 12V-5/20W (filamento 5W); c) segnalatore di arresto (filamento 20W) lampade 12V-5/20W; d) illuminazione targa: lampade 12 V-5W; e) illuminazione quadro apparecchi, spia riserva carburante e spie indicatori di direzione: lampade 12V-2,5 W; f) spia luci di posizione: 24V/3W; g) illuminazione interna vettura: lampade 12V-5W; h) illuminazione interno baule-bagagliaio: con le stesse luci di illuminazione targa; i) segnalatori di direzione anteriori 12V-5/20W; i) segnalatori di direzione laterali 12V-5W; j) segnalatori di direzione posteriori 12V-20W |
| Trasmissione                                                                     | trazione sulle ruote posteriori; gruppo motore-frizione-cambio posizionato anteriormente e trasmissione al retrotreno mediante albero tubolare unico con due giunti elastici in gomma alle estremità. |
| Frizione                                                                         | frizione monodisco a secco; diametro esterno cm 16,5; diametro interno cm 11,4; superficie di attrito cm² 224 (112×2); carico sui dischi kg 236; corsa a vuoto del pedale mm 15; regolazione mediante tirante posto fra le leve sulla pedaliera e sulla scatola del cambio; sino a tutto il 1960, tra i diversi “optionals” appare la frizione automatica “Saxomat”, che tuttavia probabilmente non è mai stata effettivamente montata sull'Appia. |
| Cambio                                                                           | cambio in blocco con motore e frizione a 4 rapporti + retromarcia; albero secondario ed ingranaggi sempre in presa; quarta in “presa diretta”; II, III e IV marcia sincronizzate; rapporti: I=4,098:1; II=2,382:1; III=1,526:1; IV=1:1; RM=5,854:1; leva di comando al volante; posizione di inserimento delle varie marce conforme a quella utilizzata da tutte le principali case europee ;capacità olio della scatola cambio: litri 1,50. |
| Rapporto al ponte                                                                | rapporto finale di riduzione, con coppia conica Hypoid 11/46 (4,182:1); ponte rigido in lamiera d'acciaio stampata da 20/10 di millimetro ancorato alla scocca mediante le balestre della sospensione; scatola differenziale fusa in lega leggera; capacità olio gruppo differenziale: litri 1,66. |
| Scocca                                                                           | portante in lamiera d'acciaio (il guscio resistente composto dal pianale di base, dal padiglione e dagli elementi di collegamento delle fiancate, del muso e della coda è realizzato in lamiera d'acciaio con spessore compreso tra 12/10 e 15/10 di millimetro, mentre gli altri elementi d'acciaio della cassa hanno lamiere con spessore compreso tra 8/10 e 9/10 di millimetro); da notare che il solo cofano motore è invece realizzato in lamiera d'alluminio. |
| Sospensioni ant.                                                                 | a ruote indipendenti, con elementi telescopici a scorrimento verticale, molle ad elica cilindriche ed ammortizzatori idraulici interni alle molle (regolabili tramite manette posizionate sulle sommità delle sospensioni; dati regolazione: avvitare la manetta di registro, quindi disserrare di 0,5/1,5 giri in estate e di 1,5/2,5 giri in inverno); serbatoio di alimentazione: sotto il cofano motore, sulla sinistra, munito di due pomelli per l'alimentazione indipendente delle due sospensioni (pomello posteriore per la sospensione sinistra e pomello anteriore per la sospensione destra) e di un tappo con asticina di livello per il riempimento; assale anteriore a trave rigida stampata a doppia T; dati assale anteriore (trave rigida a doppia T) ; -a) inclinazione asse fuso a snodo 1° -b) inclinazione ruote (camber) 1° -c) incidenza:0° -d) convergenza: mm 4-6 (misurata sul cerchio delle ruote). |
| Sospensioni post.                                                                | ad assale rigido, con molle a balestre semiellittiche asimmetriche (non richiedenti lubrificazione) montate a cerniera nella parte anteriore e su biellette in quella posteriore; tra le foglie delle balestre sono posti inserti in politene (con funzione di antiscricchiolanti); ammortizzatori idraulici telescopici tipo SABIF (successivamente tipo LANCIA) verticali a liquido (liquido da utilizzare: Pegasus Mobilfluid 62 oppure “Llying A Shock Absorber”). |
| Impianto frenante                                                                | freni d'esercizio a pedale, idraulici ed agenti sulle 4 ruote, con ceppi avvolgenti (ceppi doppi-avvolgenti sulle ruote anteriori) ; tamburi anteriori alettati in lega d'alluminio con anello (fascia interna) riportato in ghisa; tamburi posteriori in ghisa; diametro dei tamburi (anteriori e posteriori) cm 23; larghezza dei tamburi (anteriori e posteriori) cm 5; superficie totale frenante cm² 1440 (effettiva delle guarnizioni cm² 900); serbatoio freni idraulici posto nel cofano motore, munito di pompa di pressione costante e tappo di introduzione olio (capacità litri 0,45- olio SABIF 72-SAE 70 RI); freno di stazionamento, a mano, meccanico ed agente sui tamburi delle ruote posteriori; la impugnatura del comando del freno a mano è posizionata sotto il cruscotto. A partire dall'inizio del'60 - e più esattamente dalla vettura n° 58778 - viene adottato il circuito frenante sdoppiato tipo “Duplex” che consiste in due circuiti idraulici indipendenti (con doppia tubazione dal serbatoio alla pompa) agenti l'uno sulle ruote anteriori e l'altro su quelle posteriori: in questo modo, anche in caso di guasto ad un circuito, viene garantita una sufficiente frenatura della vettura. |
| Sterzo                                                                           | sterzo a vite senza fine e settore elicoidale; timoneria asimmetrica; leva elastica di comando all'uscita della scatola guida, tirante alla ruota destra articolato su snodo sferico nella giunzione alla leva elastica e su boccola elastica alla ruota, tirante d'accoppiamento fra le ruote articolato su snodi sferici, (ingrassatori a pressione sugli snodi sferici); rapporto tra vite e ruota 4/51; la posizione di guida normale è a sinistra, ma è prevista la possibilità di ottenere la guida a destra e le vetture con tale caratteristica vengono contraddistinte dalla sigla 808.08 (per quelle con guida a sinistra, che sono la stragrande maggioranza, la sigla è 808.07); volante in plastica nera a due razze avente un diametro di cm 41, munitodi avvisatore acustico a settore semicircolare inferiore; diametro di sterzata 10,60 m; giri volante per sterzata completa (da tutto a destra a tutto a sinistra) 3 giri e ½ ; capacità olio scatola guida: litri 0,25 circa. |
| Ruote                                                                            | a disco in lamiera stampata dotate di numerose finestrature (per favorire il raffreddamento dei freni) con cerchio 4.1/2 J × 14 a base allargata. |
| Pneumatici                                                                       | misure 155 × 14 (5,60 × 14 per l'esportazione); pressioni gonfiaggio: anteriormente 1,30 kg/cm² - posteriormente 1,50 kg/cm² che salgono a 1,60 kg/cm² nel caso di vettura a massimo carico. |
| Passo                                                                            | cm 251,0. |
| Altezza minima da terra                                                          | cm 12,0 (vettura carica). |
| Carreggiate anter-poster                                                         | cm 118,0 -cm 118,2. |
| Lunghezza × larghezza × altezza                                                  | vettura (berlina) cm 402,2 × cm 148,0 × cm 145,5 (con vettura scarica). |
| Carrozzeria, arredamenti ed accessori                                            | Carrozzeria Berlina 4 porte (senza montante centrale), 4 luci, 4/5 posti; portiere anteriori incernierate all'avanti, portiere posteriori incernierate nella parte posteriore; porte munite di vetri discendenti (quelle anteriori montano deflettori para-aria orientabili); chiusura automatica delle porte per apertura inferiore a 30° (per angoli superiori, un dispositivo mantiene aperte le porte); lunotto posteriore a vetro curvo; carrozzeria realizzata quasi totalmente in lamiera d'acciaio (spessore variabile da un minimo di 8/10 di millimetro ad un massimo di 15/10 di millimetro) mentre il solo cofano motore è in lamiera d'alluminio; nuova mascherina con presa d'aria a sviluppo orizzontale di forma trapezoidale (in luogo della classica maschera a scudetto, ormai abbandonata); abbassato il profilo del cofano motore; parafanghi posteriori con rilievo pinne più accentuato; paraurti con foggia lievemente diversa (a lama squadrata); gruppi ottici di dimensioni lievemente più generose e, posteriormente, di forma più squadrata; spostamento sul paraurti della luce per l'illuminazione della targa; adozione di un nuovo profilo - con la scritta Appia in corsivo - sovrastante la targa posteriore; aumentato lo spazio utile per i passeggeri (grazie ad una sistemazione “incassata” dei rivestimenti delle portiere). Sedili Sedile anteriore (abbassato di 2 cm rispetto alla serie precedente) a panchina unica scorrevole longitudinalmente (circa 12 cm di escursione) con schienale regolabile (dalla fine del 1960 è ottenibile – a richiesta e con sovrapprezzo di lire 25.000 - lo schienale ribaltabile); pare che nell'ultimo periodo di produzione fossero anche disponibili, a richiesta, i sedili anteriori divisi; sedile posteriore unico, a panchina; braccioli all'interno delle portiere posteriori. (che servono anche per la chiusura) ;Vano motore Non illuminato; sbloccaggio cofano dall'interno della vettura (leva sotto il cruscotto): il cofano si socchiude e richiede un successivo intervento per spostare una levetta di sicurezza, dopodiché un'asta di arresto lo mantiene sollevato (per richiudere: liberare l'asta di arresto spingendo verso l'alto il cofano e riabbassare chiudendo di colpo). Bagagliaio Baule bagagliaio con interno accuratamente rivestito e con serratura sul pulsante d'apertura; il baule-bagagliaio è illuminato dalle stesse lampade di illuminazione della targa; nel bagagliaio trovano alloggiamento la ruota di scorta (verticale, a sinistra, fissata con vite a galletto) e la batteria (accessibile sollevando il tappeto di gomma); un'asta di arresto assicura la posizione "tutto aperto": per chiudere, portare verso l'alto il coperchio e quindi abbassarlo di colpo. Comandi al volante Leva per azionamento indicatori di direzione e per commutazione luci, leva comando cambio, avvisatore elettroacustico (tramite settore semicircolare inferiore). Comandi a pedale Da sinistra: frizione, freno ed acceleratore. Comandi sotto al cruscotto Leva per sbloccaggio cofano motore, leva freno a mano, starter, azzeratore contachilometri parziale, comando apertura rubinetto acqua calda per riscaldatore, comando apertura presa d'aria anteriore, comando sportello d'entrata getto aria calda nell'abitacolo, presa di corrente. Comandi al cruscotto Interruttore a chiave (per servizi, accensione e messa in moto), luci posizione e proiettori, illuminazione strumentazione, interruttore ventilatore, comando tergicristallo, comando spruzzatore lavaparabrezza. Strumentazione A due strumenti circolari: lo strumento di destra comprende: il tachimetro (da 20 a 140 km/orari - più una “tacca” corrispondente ai 150 km orari - con cifre ogni 20 km/h e con l'indicazione delle velocità da non superare nelle prime tre marce), il contachilometri progressivo e quello giornaliero azzerabile, la spia che segnala l'accensione delle luci di città e la spia per l'insufficiente tensione della dinamo; lo strumento di sinistra comprende invece: l'indicatore del livello della benzina presente nel serbatoio con la spia per la riserva, il termometro della temperatura dell'acqua, il manometro della pressione dell'olio e le due spie che segnalano l'inserimento degli indicatori di direzione destro e sinistro. Accessori Parabrezza a vetro curvo, con dispositivo per getto di aria calda all'interno per disappannamento o disgelo, funzionante con il riscaldatore; spruzzatore lavaparabrezza FISPA con pompa meccanica; l'illuminazione dell'abitacolo avviene tramite una plafoniera con interruttore a tre posizioni (1 spento, 2 accensione automatica all'apertura della porta lato guida, 3 accensione a mano); impianto di riscaldamento ed aerazione dell'abitacolo: la vettura è munita di aeratore e riscaldatore: una presa d'aria disposta a destra del radiatore, con apertura e chiusura comandabile dai posti anteriori, immette l'aria opportunamente filtrata nei condotti di aerazione, dai quali può passare all'abitacolo riscaldata oppure non riscaldata; l'apparecchio riscaldatore, situato sotto il cofano motore lato destro, usa per il riscaldamento l'acqua del motore ed è munito di ventilatore azionabile con interruttore sul cruscotto; l'aria passa nell'interno della vettura attraverso le feritoie poste nella cornice superiore del cruscotto, aventi funzione di snebbiamento, antibrina e antiappannamento del parabrezza, ed attraverso lo sportello collocato nella pedana dei posti anteriori (ovviamente quando questo viene aperto); mediante l'appena descritto impianto, si possono ottenere queste 3 condizioni: a) aerazione nulla, con presa d'aria a lato del radiatore (comandata dall'interno vettura) chiusa e ventilatore fermo, b) aria fresca, con pomello apertura rubinetto riscaldatore a fondo, presa aria anteriore aperta, sportello pedana aperto, eventuale ventilatore in azione, c) aria calda, con pomello apertura rubinetto riscaldatore tirato in fuori, presa aria anteriore aperta, sportello sulla pedana aperto, eventuale ventilatore in azione; tergicristallo a doppia racchetta (con arresto del tergitore in posizione abbassata); specchietto retrovisore interno prismatico, a due posizioni (normale ed antiabbagliante) con possibilità di ottenere (con sovrapprezzo) un particolarissimo apparecchio radio (Voxson Vanguard) sprovvisto della solita antenna ed incorporato appunto nello specchietto retrovisore ; due portacenere posizionati alle estremità (destra e sinistra) del cruscotto; portacenere sul retro dello schienale del sedile anteriore, a beneficio dei passeggeri del sedile posteriore; doppie alette parasole orientabili (con nuova imbottitura); “specchietto di cortesia” montato sul retro della aletta parasole del passeggero; vano portaoggetti al cruscotto, con serratura; due tasche rigide portaoggetti sistemate ai lati delle pedane anteriori ; tasche portacarte alle portiere dei sedili anteriori; avvisatore elettroacustico con comando tramite settore semicircolare inferiore applicato al volante; interni in panno. Gamma colori Nel 1960 sono disponibili questi colori: bleu chiaro, bleu scuro, grigio topo, grigio medio, grigio chiaro, grigio chiarissimo, nero, bianco, verde medio metallizzato, celeste metallizzato, grigio chiaro metallizzato; altri colori si sono aggiunti successivamente: tra questi, va segnalato un originale ma vistoso "oro Longchamps". |
| Peso a vuoto                                                                     | in ordine di marcia e con una ruota di scorta, 960 kg; massimo ammesso 1360 kg. |
| Serbatoio carburante                                                             | capacità litri 38, di cui 6 di riserva; indicatore livello sul quadro porta-apparecchi del cruscotto e lampada-spia riserva sul cruscotto. |
| Velocità massima                                                                 | 132 km/h; velocità massime (km/h) nelle varie marce:: I=34; II=56 ;III=89; retromarcia=23. |
| Pendenze massime superabili                                                      | con il motore al regime di coppia massima: in prima marcia=32%; in II=18%; in III= 10%; in IV=6%; in retromarcia 47%. |
| Consumo                                                                          | a) carburante: calcolato secondo norme CUNA (in IV marcia, ad una velocità costante pari ai 2/3 della velocità massima, cioè, nella fattispecie, a 88 km/h) 8,1 litri ogni 100 km; b) lubrificante: indicativamente ½ chilogrammo circa ogni 1000 km. |